# With or Without You
„With or Without You” este principalul disc single extras de pe albumul U2 din 1987, The Joshua Tree. De atunci, el a ajuns să fie considerat unul dintre cele mai populare cântece ale formației. Lansat ca disc single în martie 1987, a devenit primul hit care a atins prima poziție în clasamentul american, rămânând acolo trei săptămâni. În Regatul Unit, a ajuns maxim pe locul 4, iar în cel olandez, pe locul 2.
„With or Without You” este unul dintre cele mai sentimentale cântece ale formației U2. După cum declara Bono, cântecul este puternic influențat de albumul lui Scott Walker Climate of Hunter. A fost primul single U2 care a fost comercializat masiv pe CD. Cântecul este al doilea cântec U2 ca număr de preluări de alți artiști.
Cântecul a ajuns pe primul loc în Billboard Hot 100, precum și în clasamentul Billboard Mainstream Rock Tracks și a fost primul cântec U2 care a intrat într-un alt clasament Billboard decât acestea (și anume, clasamentul Adult Contemporary) după „Pride (In the Name of Love)”. În plus, „”With or Without You” a rămas unsprezece săptămâni în primele 75 din UK Singles Chart.
În 2004, revista Rolling Stone a pus acest single pe poziția 131 în lista celor mai mari 500 de cântece din toate timpurile.